# Rimularia fuscosora
Rimularia fuscosora är en lavart som beskrevs av Muhr & Tønsberg. Rimularia fuscosora ingår i släktet Rimularia och familjen Trapeliaceae.  Arten är reproducerande i Sverige. Inga underarter finns listade i Catalogue of Life.